# NGC 1961
NGC 1961 (còn được gọi là IC 2133) là một thiên hà xoắn ốc trong chòm sao Lộc Báo. Nó ở khoảng cách khoảng 200 triệu năm ánh sáng từ Trái đất, với kích thước rõ ràng của nó, có nghĩa là NGC 1961 dài hơn 220.000 năm ánh sáng. Thiên hà đã bị biến dạng, tuy nhiên không có đồng hành nào được phát hiện cũng như nhân đôi có thể hiển thị một sự hợp nhất gần đây. Cánh tay ngoài của nó rất bất thường. Hai cánh tay thẳng dài từ phía bắc của thiên hà. Một corona tia X phát sáng đã được phát hiện xung quanh thiên hà. NGC 1961 là thành viên trung tâm của nhóm nhỏ gồm 9 thiên hà, nhóm NGC 1961.
Nó được phát hiện bởi William Herschel vào ngày 3 tháng 12 năm 1788. Ba siêu tân tinh đã được quan sát thấy trong NGC 1961, SN 1998eb, SN 2001is và SN 2013cc.

## Bộ sưu tập

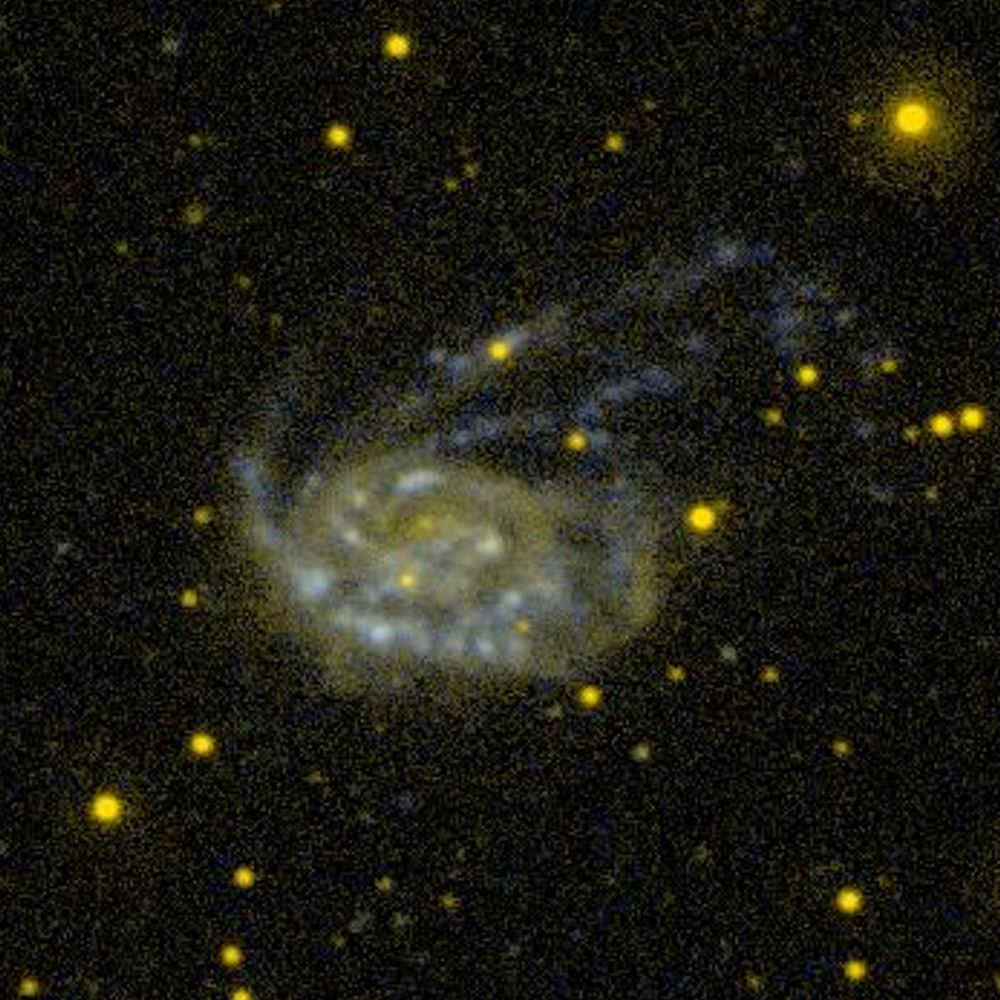
NGC 1961 chụp bởi GALEX
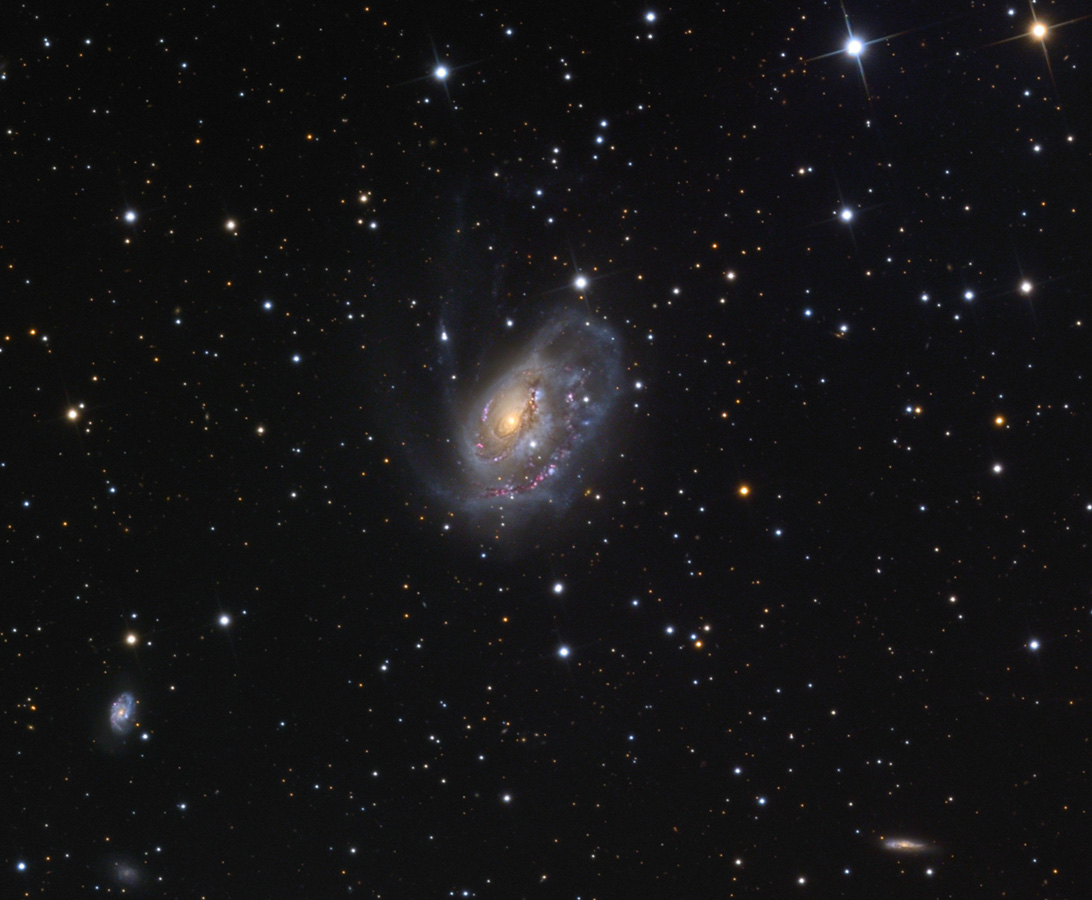
NGC 1961 chụp bởi Đài thiên văn Núi Lemmon